# Imperium Lechitów

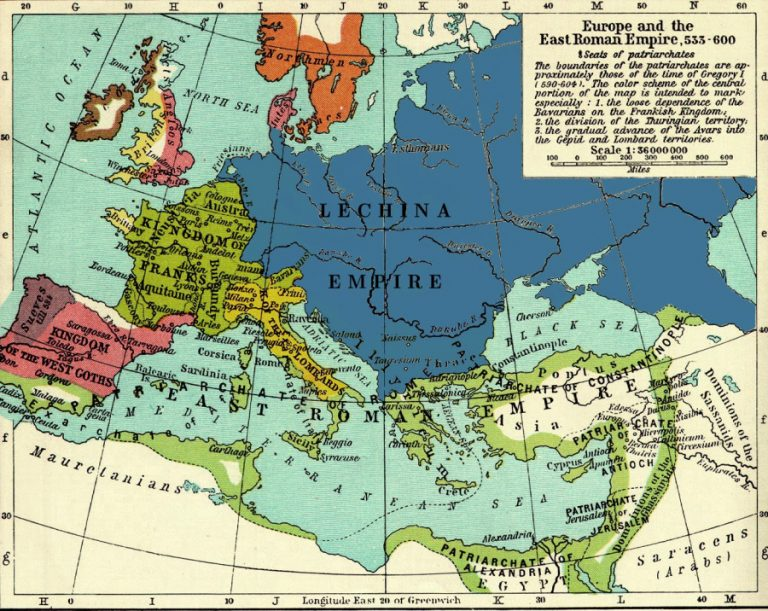
Mapa rzekomego zasięgu „Imperium Lechitów”

Imperium Lechitów (Wielka Lechia) – pseudohistoryczna teoria spiskowa zakładająca, że Polska przed okresem chrystianizacji tworzyła rozległe imperium, którego istnienie jest współcześnie negowane na skutek zafałszowania jej historii.
Teoria ta jest najczęściej podchwytywana przez bezkrytycznie nastawionych entuzjastów zainteresowanych historią i kulturą Słowiańszczyzny, oraz wśród młodych internautów. Osoby te są często określane mianem turbolechitów  lub turbosłowian.

## Założenia teorii
Według zwolenników teorii spiskowej Polska przed swoim chrztem tworzyła imperium określane mianem „Imperium Lechitów” lub „Wielkiej Lechii”, mające swoim zasięgiem obejmować większość Europy rozciągając się od Renu lub Loary na zachodzie po Ural na wschodzie i od Bałtyku na północy po Adriatyk i Morze Czarne na południu. Wpływ kulturotwórczy „starożytnego państwa polskiego” miał sięgać daleko poza jego granice, a jego siła jako mocarstwa miała umożliwiać mu skuteczne powstrzymywanie ekspansji Imperium Rzymskiego. Tworzone wersje „dziejów” lechickiego imperium są jednak bardzo zróżnicowane i często wzajemnie niespójne.
Jednocześnie zwolennicy teorii odrzucają dominującą obecnie teorię allochtonicznego pochodzenia Słowian przyjmując jednocześnie podejście autochtoniczne. Według nich wszyscy Słowianie (określani mianem Lechitów) mieli zamieszkiwać  Europę Środkowo-Wschodnią od 3800 do 3000 lat temu oraz być przedstawicielami rasy aryjskiej. Lechici mieli być ponadto czczeni jako „rasa panów”, co potwierdzać ma między innymi semickie słowo „lah” oznaczające bóstwo (np. w teonimie Allah).
Podstawą teorii jest również założenie, że oficjalna historia Polski stała się przedmiotem fałszerstwa, a Polacy nie znają prawdziwych dziejów swojego kraju. Autorami tegoż spisku mają być najczęściej podmioty zewnętrzne – np. Niemcy, chrześcijanie czy Żydzi, którzy mieli na celu przejęcie hegemonicznej pozycji Lechitów w Europie lub nawet na świecie. Zwolennicy teorii zarzucają przy tym historykom brak kompetencji lub celową dezinformację (poprzez współudział w „spisku”).
Teoria „Wielkiej Lechii” wykazuje pewną analogię do popularnej z kolei w Rosji teorii o „Wielkiej Tartarii”, która to terenem obejmować miała współczesny Kazachstan, Chiny, Mongolię, a także rejony Turkmenistanu, Uzbekistanu, Tadżykistanu i Kirgistanu.

## Pochodzenie zjawiska
Teorie spiskowe o „Imperium Lechitów” opierają się najczęściej na Kronice Prokosza (której autentyczność została obalona  już w połowie XIX wieku), jednocześnie wykazując pewne nawiązania do ideologii sarmatyzmu. Współcześnie do rozpowszechnienia tej idei przyczyniła się przede wszystkim książka Janusza Bieszka Słowiańscy królowie Lechii wydana bez recenzji naukowej w 2015 roku przez wydawnictwo Bellona. Z czasem teorie o „imperium” stały się chodliwym tematem wielu prac, obejmując zarówno książki o wielotysięcznych nakładach jak i materiały tworzone w Internecie, doprowadzając do stosunkowego spopularyzowania tematu .

## Krytyka
Historycy podkreślają pseudonaukowy charakter teorii, przede wszystkim ze względu na jej całkowitą niezgodność z wymogami stosowanymi wobec prac historycznych, obowiązujących we współczesnej nauce . Mimo to, ze względu na jej stosunkową popularność i jednocześnie szkodliwość w pojmowaniu historii, podejmowane są niekiedy akcje edukacyjne, mające demaskować fantazyjny charakter zjawiska. Za przykład może posłużyć wystawa czasowa „Wielka Lechia – wielka ściema” zorganizowana przez Muzeum Początków Państwa Polskiego w Gnieźnie (sierpień 2022 – luty 2023), poświęcona naukowej krytyce tej teorii.

### Turbosłowianie a rodzimowiercy
Określenie „turbosłowianie” bywa mylnie używane w odniesieniu do rodzimowierców słowiańskich. Jako, że wiązanie „turbosłowianizmu” z ruchem wyznaniowym może go ośmieszać i deprecjonować, polscy rodzimowiercy niejednokrotnie angażują się w jego zwalczanie (także tworząc prace w naukowy sposób przedstawiające pochodzenie, wiarę i kulturę dawnych Słowian).